# Ichthyovenator
Ichthyovenator là một chi khủng long thuộc họ Đại long xương gai từng cư ngụ ở vùng đất hiện nay là Lào vào khoảng 125 đến 113 triệu năm trước trong suốt giai đoạn Tầng Apt của kỷ Phấn Trắng sớm. Loài sinh vật này được biết đến nhờ các hóa thạch mà các nhà khoa học thu thập từ hệ tầng Grès supérieurs của vùng lòng chảo Savannakhet vào năm 2010. Các hóa thạch này bao gồm một phần của bộ xương và không có hộp sọ hoặc tay chân. Từ các hóa thạch này, một mẫu định danh của một chi cùng chủng loài khủng long mới mang tên Ichthyovenator laosensis ra đời và được mô tả bởi nhà cổ sinh vật học Ronan Allain cùng các đồng sự vào năm 2012. Tên chung của loài này mang nghĩa "thợ săn cá", đề cập đến việc chúng thích ăn cá sống, trong khi tên riêng của chúng đề cập cụ thể đến đất nước Lào. Trong năm 2014, có báo cáo cho rằng nhiều phần còn lại từ vị trí kahi quật đã được phục hồi. Trong đó, những hóa thạch bao gồm răng, nhiều đốt sống (xương sống) và xương mu từ cùng một cá thể.
Mẫu vật thu thập được ước tính dài từ 8,5 đến 10,5 mét (28 đến 34 foot) và nặng 2,4 tấn (2,6 tấn Mỹ; 2,4 tấn Anh). Răng của Ichthyovenator thẳng và có hình nón. Cổ của nó giống với một chi có liên quan chặt chẽ là Sigilmassasaurus. Giống như những loài trong họ của nó, Ichthyovenator có những chiếc gai thần kinh cao vút tạo thành hình cánh buồm trên lưng. Không giống như những chi khác trong họ Đại long xương gai khác được biết đến, những chiếc gai thần kinh hình cánh buồm của Ichthyovenator có dạng sóng giống đồ thị hình sin, cong xuống trên hông và chia thành hai cánh buồm riêng biệt. Các khung xương chậu tiêu giảm. Phần xương chậu, nơi cao nhất của khung chậu, dài hơn cả xương mu và đốt háng so với các khủng long chân thú đã biết khác. Ichthyovenator ban đầu được cho là thuộc phân họ Baryonychinae, nhưng các phân tích gần đây đã coi nó như một thành viên nguyên thủy của Spinosaurinae (Đại long xương gai).
Là một loài thằn lằn gai, Ichthyovenator có mõm dài, nông và chân trước khỏe mạnh. Chế độ ăn uống của nó có thể chủ yếu bao gồm các con mồi dưới nước, do đó tên của nó được đặt như vậy. Bên cạnh các loài động vật trên, loài thằn lằn gai này cũng được biết là đã ăn những con khủng long nhỏ và dực long ngoài cá. "Cánh buồm" đáng chú ý có thể được sử dụng với mục đích tán tỉnh bạn tình hoặc một ví dụ cho tính điển hình của loài.Bằng chứng hóa thạch cho thấy Đại long xương gai, đặc biệt là chi thằn lằn gai, thích nghi với lối sống lưỡng cư trên cạn và dưới nước. Các gai đốt sống đuôi của Ichthyovenator tỏ ra cao bất thường, gợi nhắc cụ thể đến đuôi của loài cá sấu ngày nay. Chiếc đuôi này đóng vai trò rất lớn trong việc bơi lội. Ichthyovenator sống cùng nhánh khủng long chân thằn lằn và khủng long chân chim, cũng như loài thân mềm hai mảnh vỏ cùng cá và rùa.

## Khám phá và đặt tên

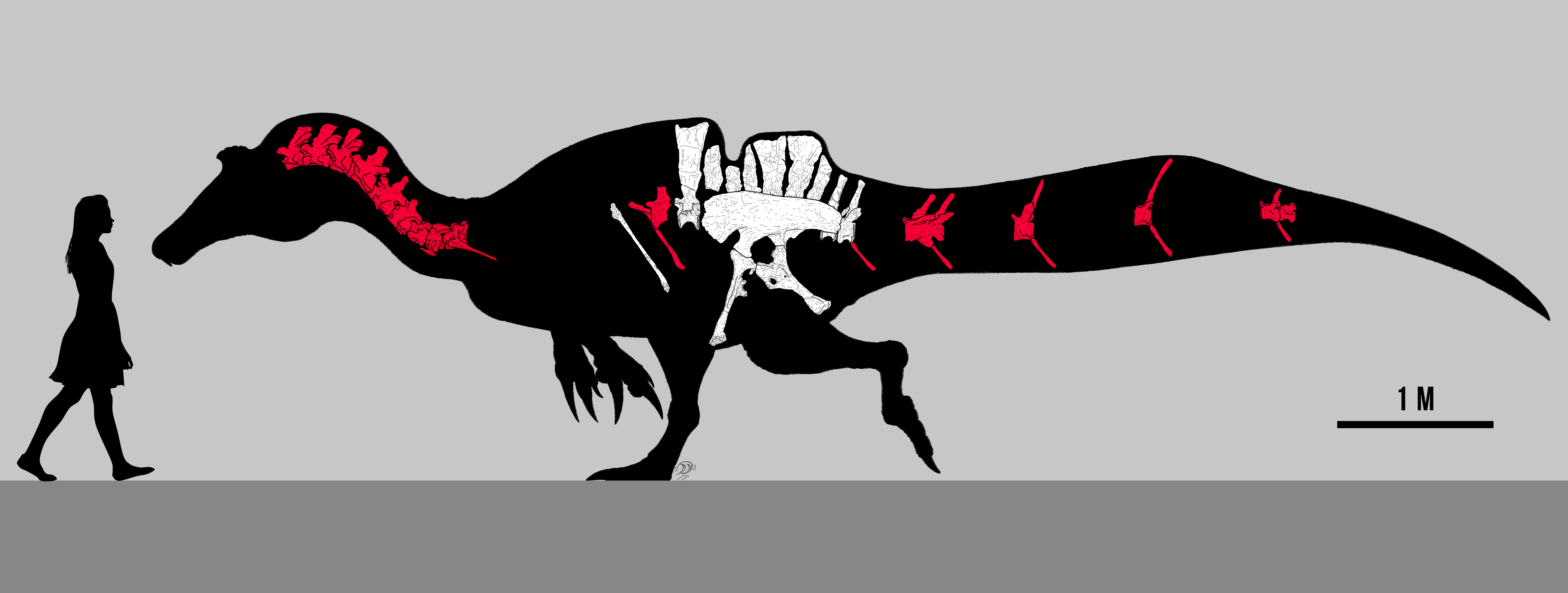
Sơ đồ xương với hóa thạch trong vật liệu trắng và không được mô tả bằng màu đỏ

Hóa thạch đầu tiên của Ichthyovenator được tìm thấy vào năm 2010 tại Ban Kalum trong hệ tầng Grès supérieurs ở vùng lòng chảo Savannakhet, tỉnh Savannakhet, Lào. Những xương hóa thạch này được phục hồi từ một lớp sa thạch đỏ dưới bề mặt một vùng rộng khoảng 2 mét vuông (22 foot vuông). Được định danh theo số mẫu MDS BK10-01 đến 15, chúng bao gồm một phần đốt xương, một bộ xương còn nguyên vẹn nhưng thiếu hộp sọ và chân tay cùng đốt sống lưng thứ ba đến cuối cùng, những cột sống thần kinh của đốt sống lưng cuối cùng, năm phần đốt xương sống cuối cùng của phần (hông) đốt sống, đốt sống đuôi đầu tiên, hai xương chậu (xương hông chính), xương mu bên phải, cả hai xương đốt háng và xương sườn của phần lưng sau. Cột sống lưng thứ mười hai bị uốn cong sang một bên khi nhìn từ trước ra sau do sự biến dạng của mồ học. Phần thân đốt sống thuộc xương cùng không hoàn chỉnh do bào mòn, nhưng tất cả các gai thần kinh cùng các cạnh trên còn nguyên vẹn. Vào thời điểm Ichthyovenator mô tả, việc khai quật tại khu vực này vẫn còn đang tiếp diễn.

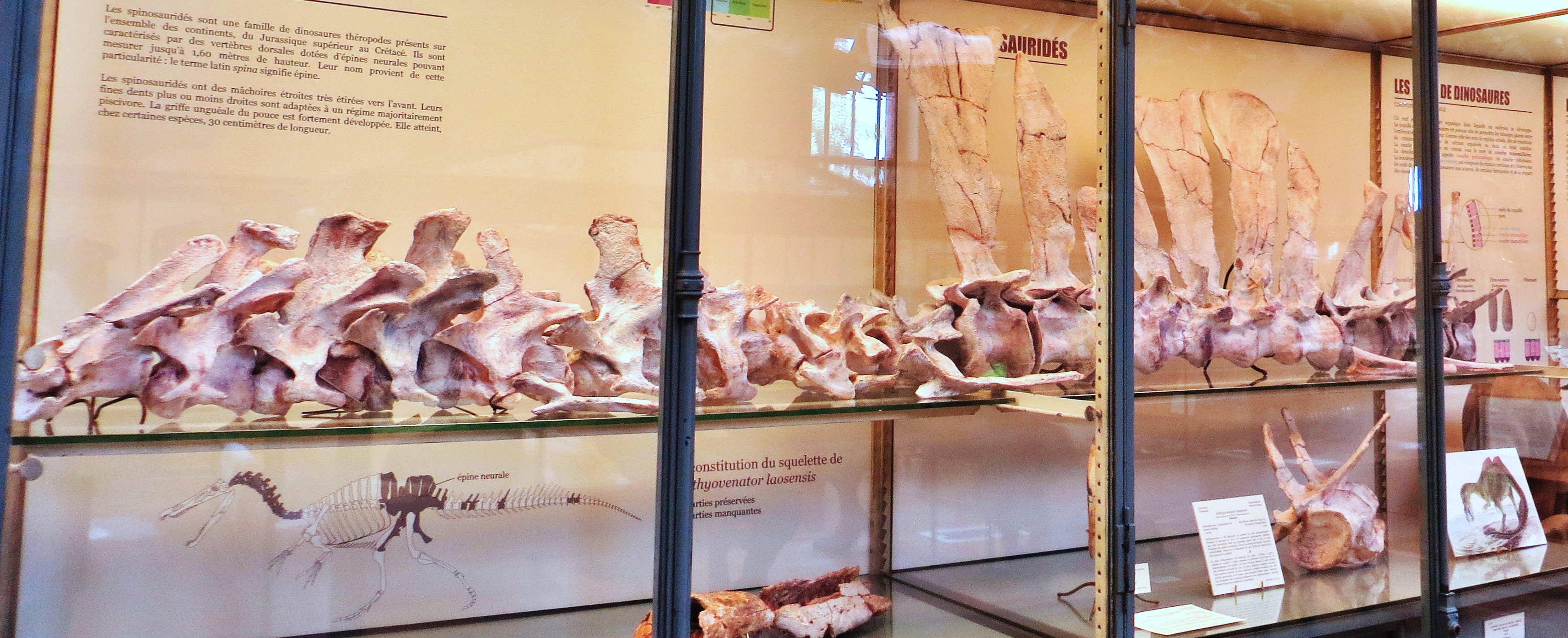
Các phần đốt sống tại Bảo tàng Lịch sử Tự nhiên Quốc gia Pháp

Sau khi trải qua quá trình chuẩn bị vào năm 2011, bộ xương đã được sử dụng làm nền tảng, mẫu định danh cho loài Ichthyovenator laosensis, được đặt tên và mô tả vào năm 2012 bởi các nhà nghiên cứu sinh vật học Ronan Allain, Tiengkham Xeisanavong, Philippe Richir và Bounsou Khentavong. Các tên gốc có nguồn gốc từ tiếng Hy Lạp cổ đại từ ἰχθύς (Ichthys), "cá", và venator từ tiếng Latin, "thợ săn", ám chỉ đến khả năng ăn cá của loài này. Tên riêng đề cập đến nguồn gốc xuất xứ từ Lào. Ichthyovenator là loài khủng long Đại long xương gai thứ ba mang tên một vùng từ châu Á sau chi Siamosaurus của Thái Lan năm 1986 và loài "Sinopliosaurus" fusuiensis ở Trung Quốc năm 2009. Phần sau tên có thể đại diện cho cùng một loài như Siamosaurus. Năm 2014, Allain đã xuất bản một bài báo khoa học về Ichthyovenator. Bản tóm tắt chỉ ra rằng phần còn lại từ cá thể ban đầu đã được tìm thấy sau khi các cuộc khai quật tiếp tục vào năm 2012. Những phần còn lại bao gồm ba chiếc răng, xương mu bên trái và nhiều đốt sống, bao gồm một đốt sống cổ gần như hoàn chỉnh, đốt sống lưng đầu tiên và bảy đốt sống đuôi khác. Một số trong các đốt sống bổ sung này đã được so sánh với các đốt sống khác trong một bài báo năm 2015 của nhà nghiên cứu sinh vật học người Đức Serjoscha Evers và các đồng nghiệp, trong đó họ ghi nhận sự tương đồng với các đốt sống của loài Sigilmassasaurus sống ở châu Phi.